# Южно-Уэльская главная линия
Южно-Уэльская главная линия (англ. South Wales Main Line, валл. Prif Linell De Cymru) — железная дорога европейской колеи, соединяющая английский Суиндон с валлийским Суонси через Ньюпорт и Кардифф. Принадлежит «Network Rail» и является частью «Большой Западной главной линии», берущей начало на лондонском вокзале Паддингтон. Управляется операторами: «Arriva Trains Wales», «CrossCountry», «First Great Western».

## История
Проект линии, соединяющей в Стендише «Большую западную железную дорогу» с валлийским портовым Фишгардом, появился в 1844 г. Поскольку выбранный маршрут предполагал строительство длинного моста через широкую часть Северна, его изменили, переместив конечный пункт из Стендиша в Глостер. На новом направлении путь должен был пересечь две реки вместо одной, но здесь переправы получались более короткими и дешёвыми. Общую стоимость линии оценили в 2 млн. 400 тыс. фунтов, из которых 600 тыс. поступили от «Большой западной железной дороги», что, в частности, определило выбор широкой колеи для новой дороги: «Большая западная железная дорога» была шириною в 2140 мм.

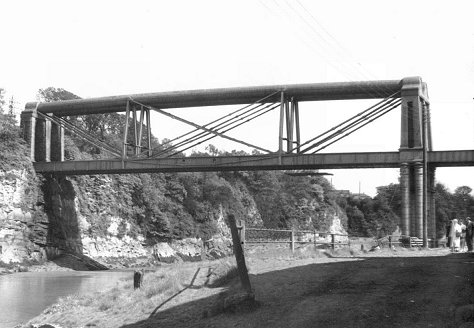
Мост через Уай до его реконструкции в 1962 г.

Линия была одобрена Парламентскими актами 1845 и 1846 гг. и получила название «Южно-Уэльской железной дороги» (South Wales Railway). Движение на участке между Чепстоу и Суонси открылось 18 июня 1850 г. и для соединения с «Большой западной железной дорогой» линии осталось пересечь Уай и Северн возле Глостера. В сентябре следующего, 1851 года открылся первый участок «Железной дороги Глостера и Динского леса» (Gloucester and Dean Forest Railway), на которой был мост через Северн и с которой «Южно-Уэльская железная дорога» должна была соединиться на станции Грэндж-Кот (Grange Court Junction), а в июле 1852 г. Изамбард Кингдом Брюнель закончил мост через Уай, что завершило строительство восточной части линии и поезда пошли до Лондона.
Конечный пункт «Южно-Уэльской железной дороги» на западе пришлось менять, как и на востоке. Фишгард соединялся паромами с Ирландией через портовый город Уотерфорд, но ирландцы отказались тянуть к последнему железную дорогу, и маршрут проложили до другого порта — Милфорда. Участок Суонси — Милфорд, ныне не входящий в состав «Южно-Уэльской главной линии», закончили постройкой в апреле 1856 г., а в 1862 г. «Большая западная железная дорога» поглотила «Южно-Уэльскую» и через 10 лет, в 1872 г., перешила вместе с остальными своими ветками на стандартную стефенсоновскую колею.

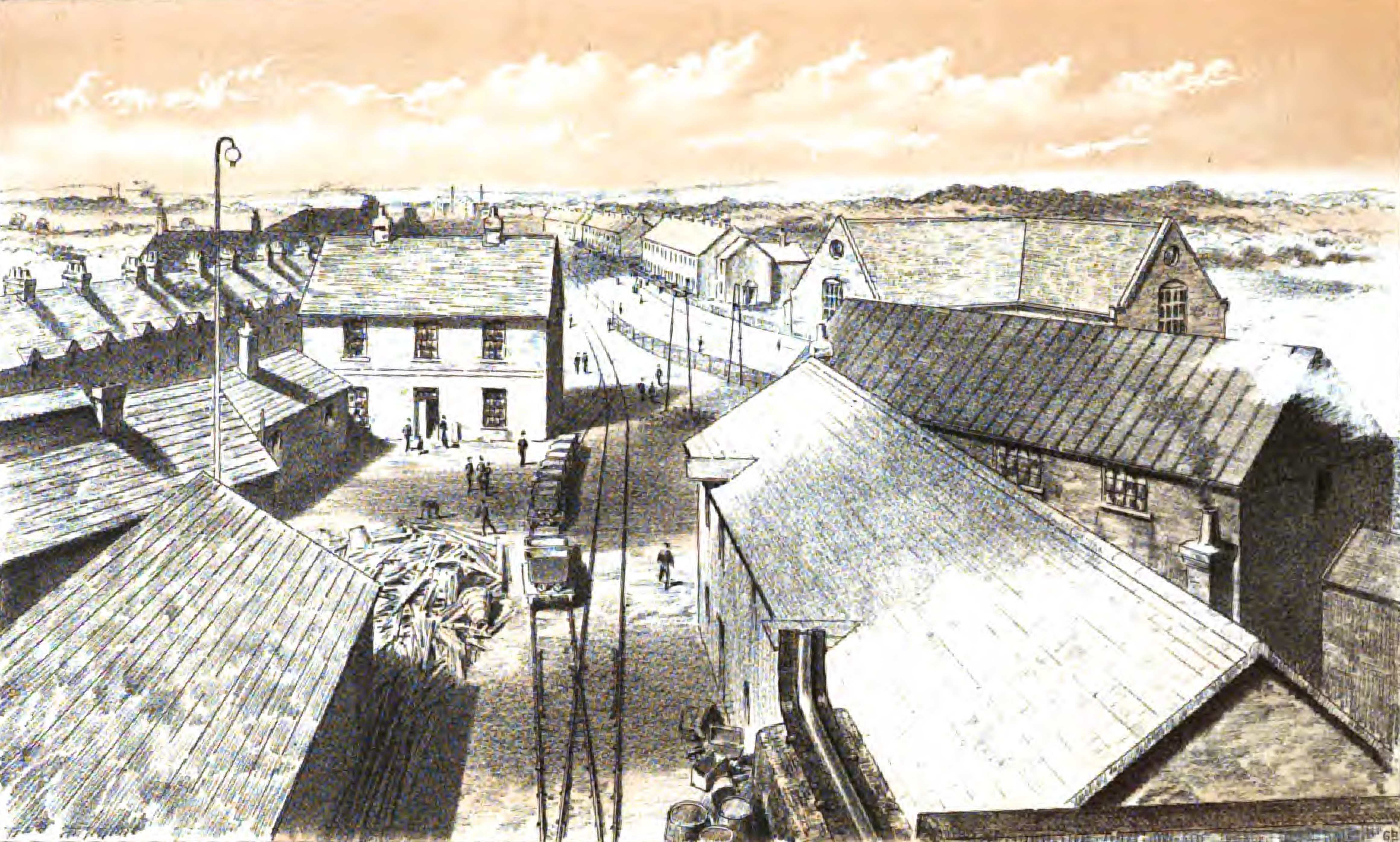
Садбрук возле Севернского тоннеля. Коттеджи для строителей и насосная станция. 1887 г.

Следующие три десятилетия маршрут линии, имевший лишних 29 км из-за необходимости огибать эстуарий Северна, постепенно выпрямляли. В конце 1886 г. в районе Английских Камней под рекой был пробит Севернский тоннель, а в 1903 г. дорогу спрямили между Вутон-Бесситом (возле Суиндона) и Петчуэйем (под Бристолем), построив для этого 50 км новых путей и возведя два тоннеля. В таком виде линия, получившая неофициальное название «Бадминтонной» (the Badminton Line), так как проходила близ известного Бадминтон-хауса, существует и поныне. В 1948 г. её вместе со всей «Большой западной дорогой» национализировали и включили в состав Западного региона «Британских железных дорог». В 1993-1997 гг. дорогу вновь приватизировали, передав путевое хозяйство компании «Railtrack» (позже — «Network Rail»), а движение — компании-оператору «First Great Western». Со временем к последнему присоединились «Arriva Trains Wales» и «CrossCountry», входящие в состав «Arriva Group», которая, в свою очередь, принадлежит «Германской железной дороге АГ».

## Маршрут

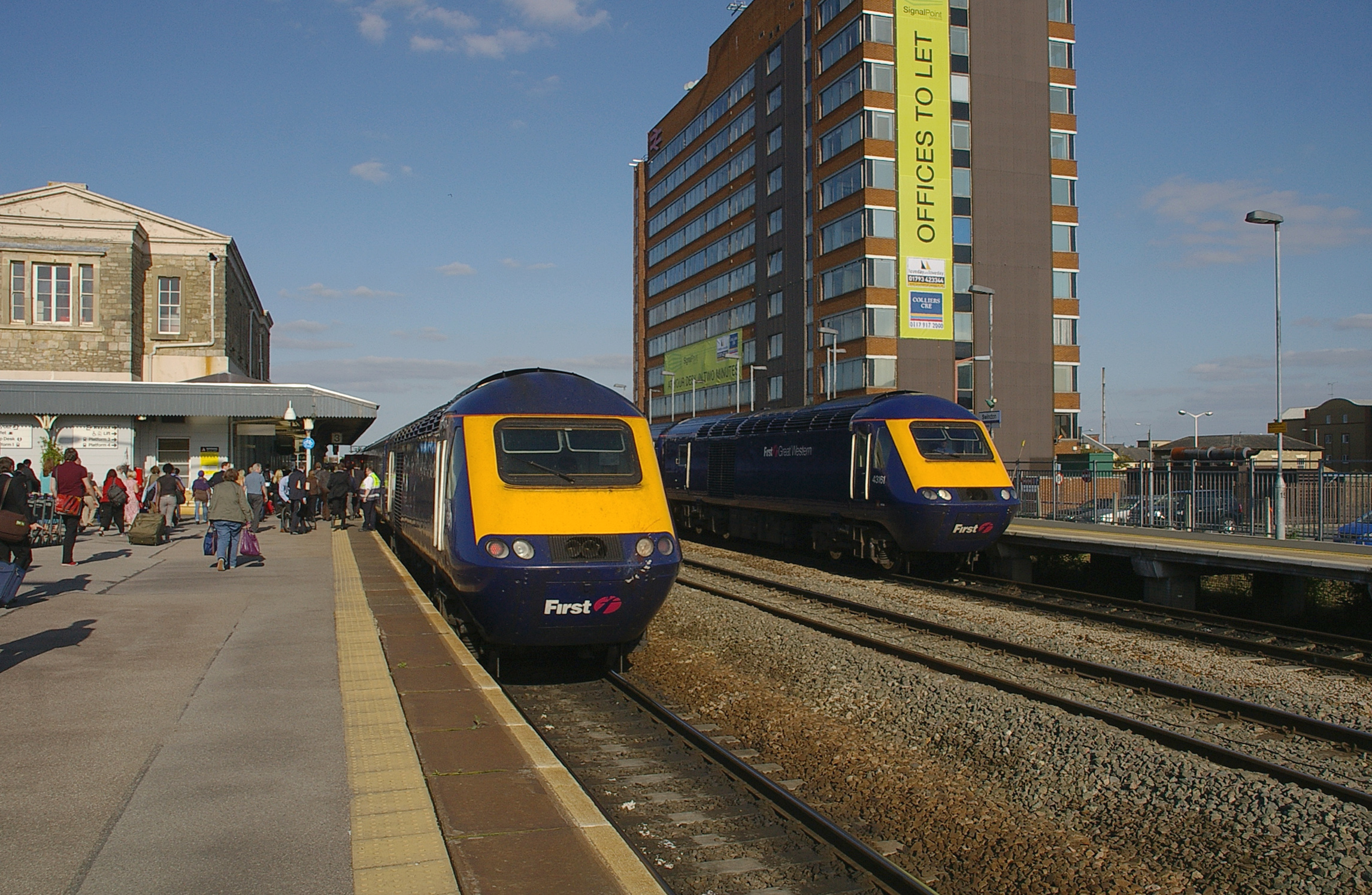
Суиндон

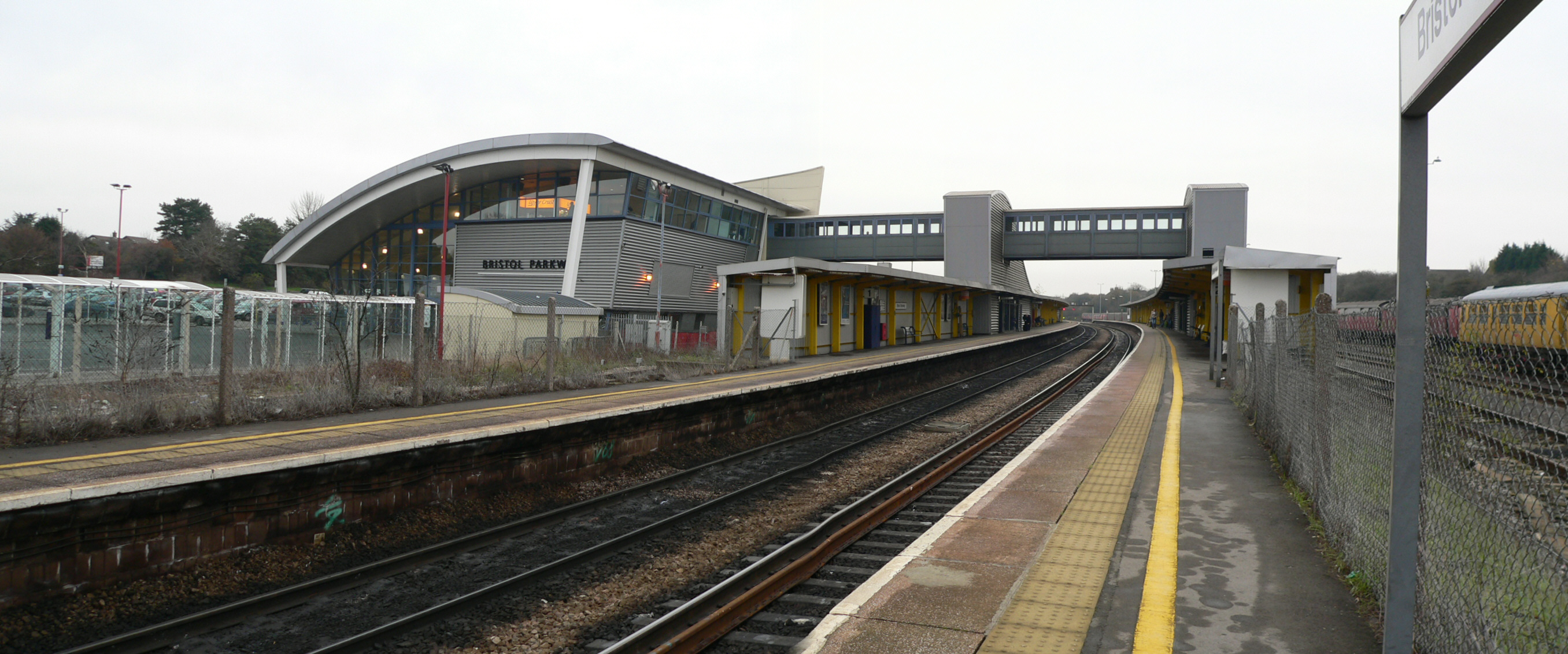
Бристоль—перехватывающая парковка

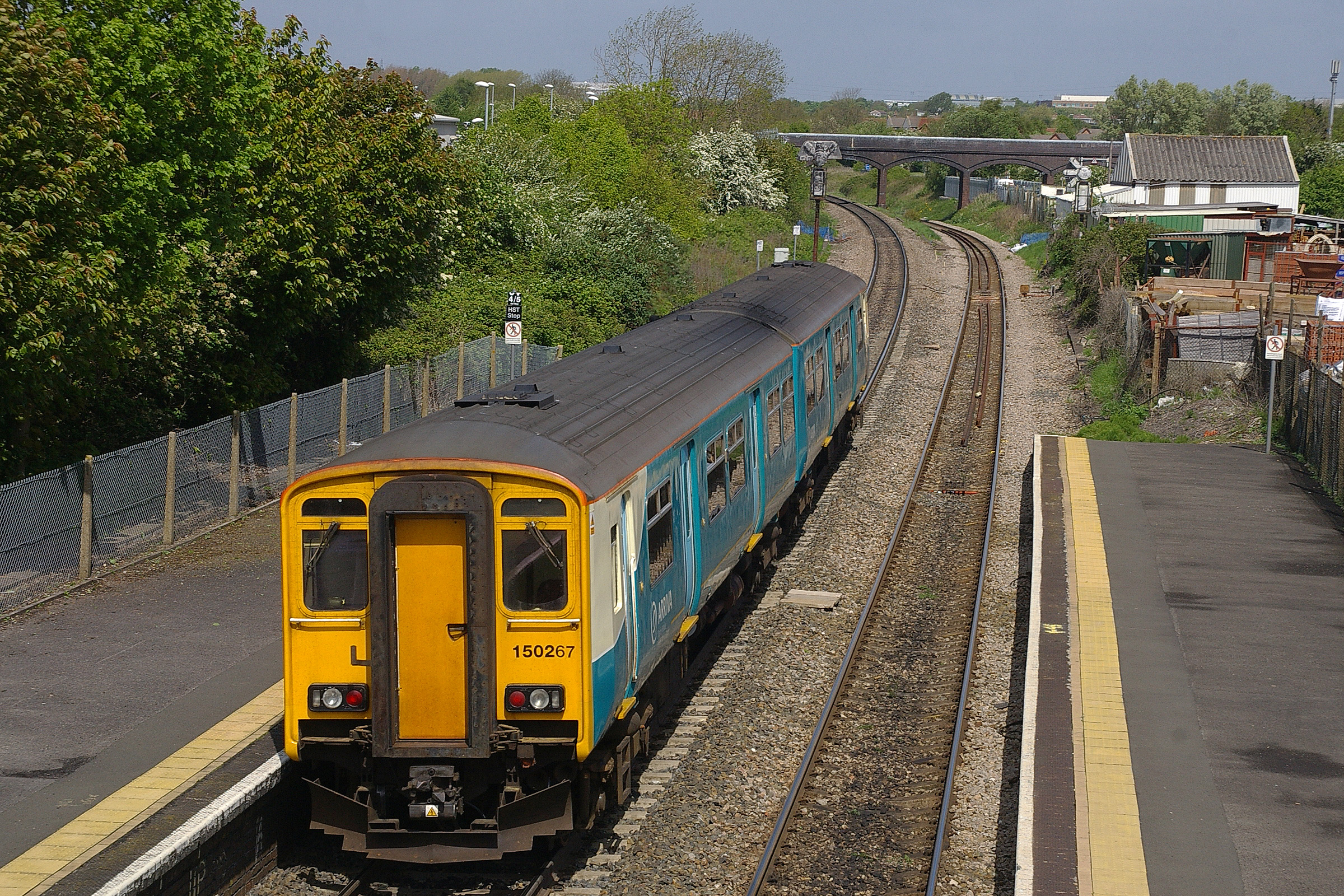
Петчуэй

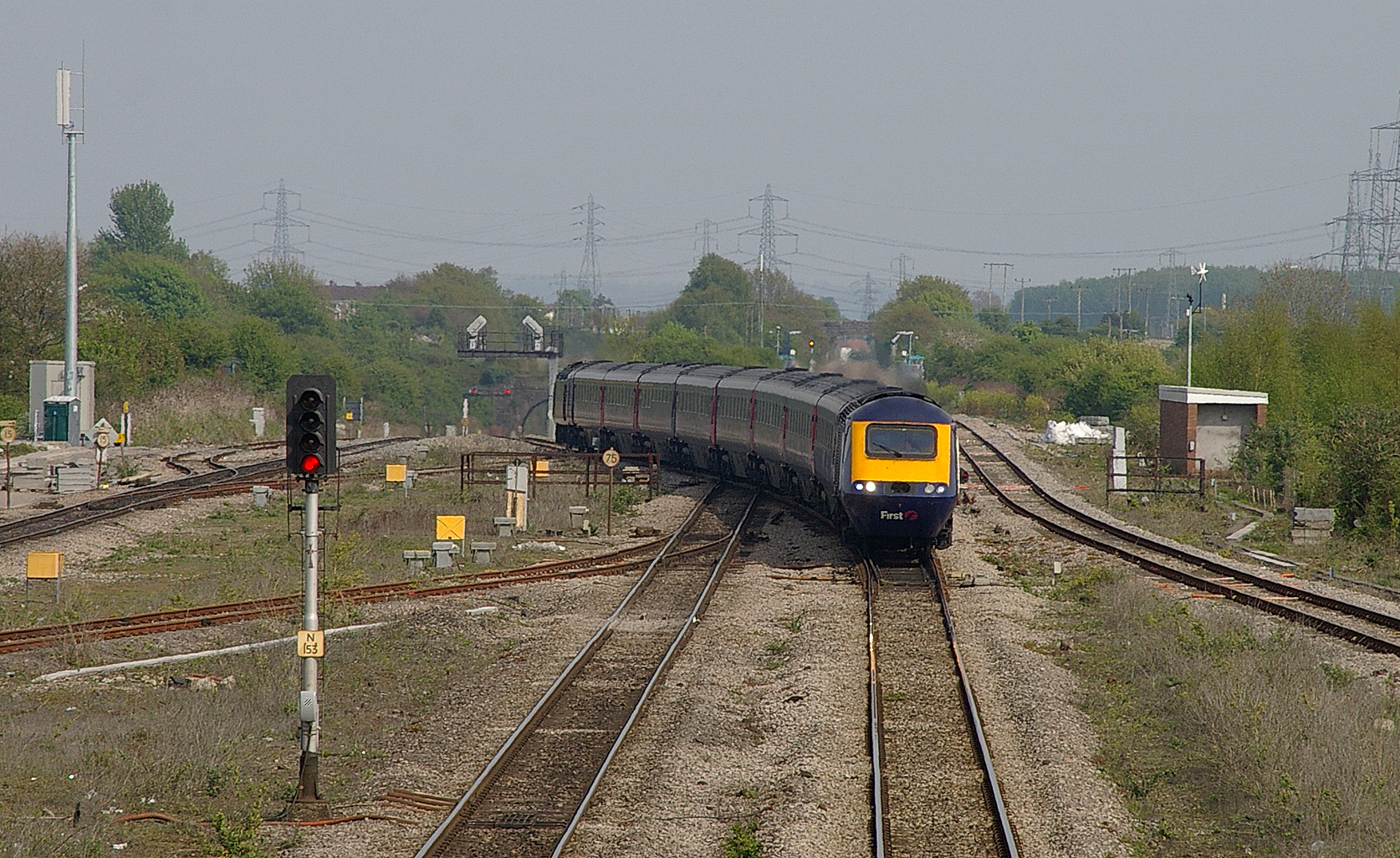
Станция «Севернский тоннель». Справа — пути на Глостер, слева — в тоннель.

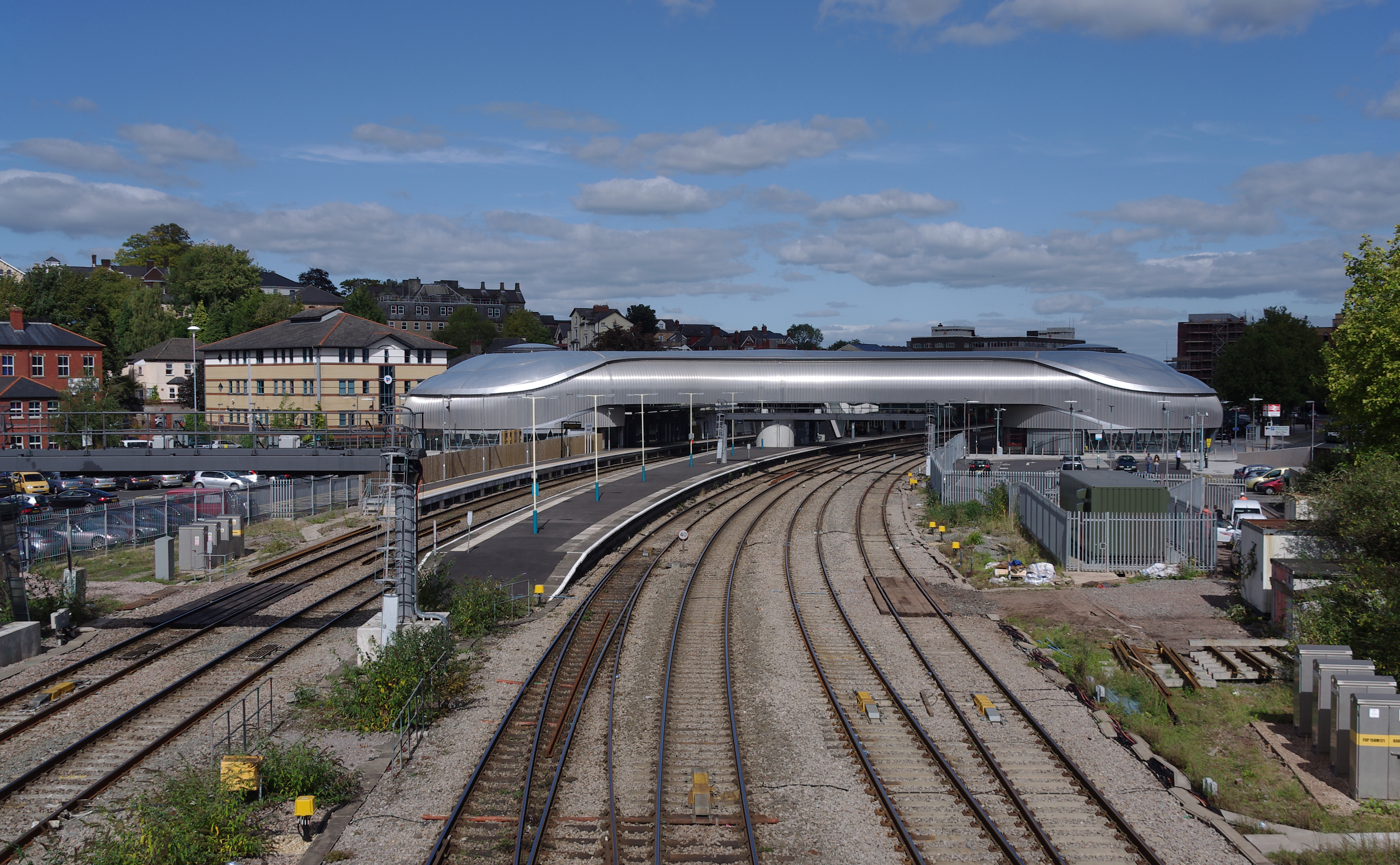
Ньюпорт

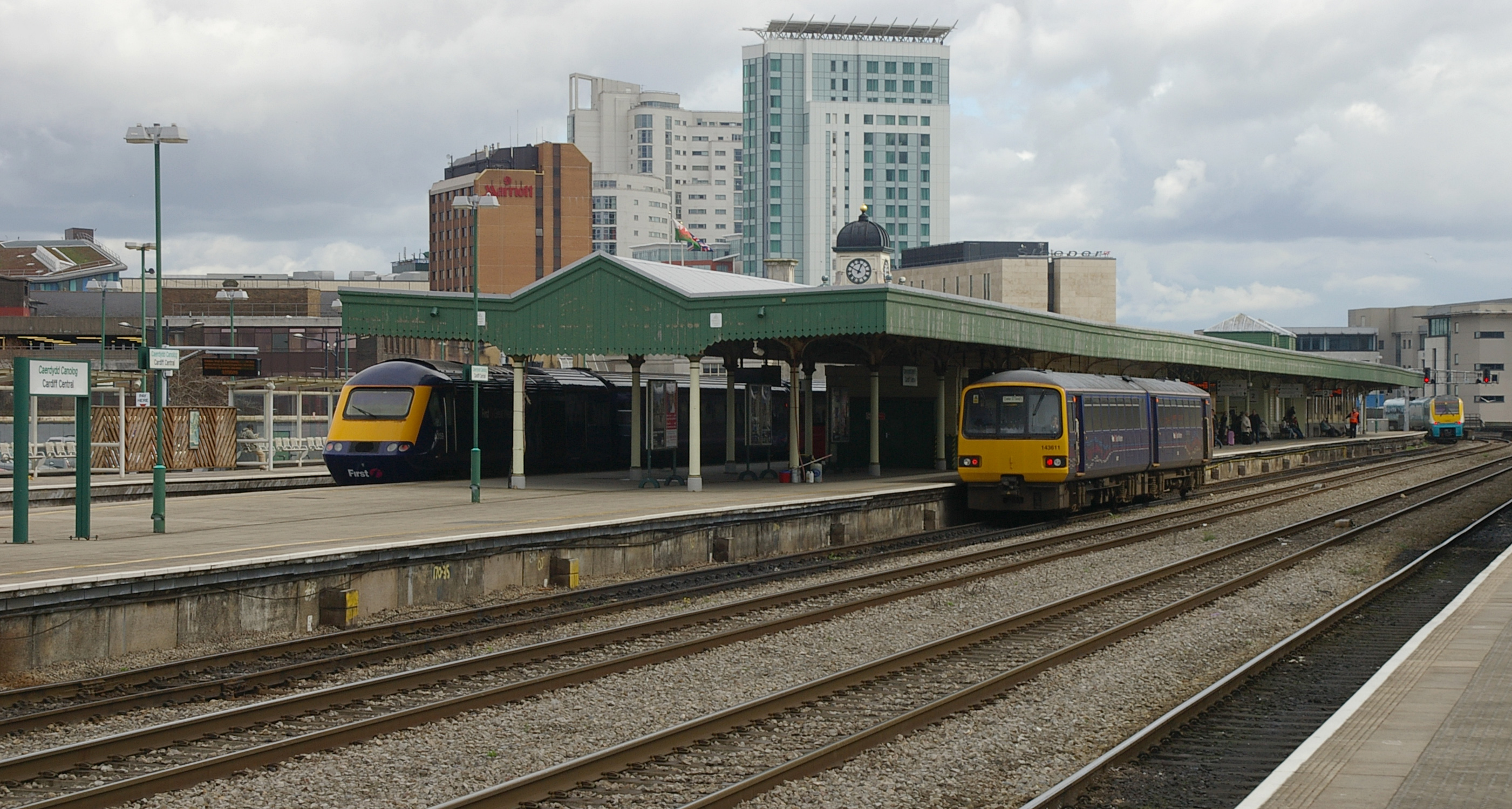
Кардифф

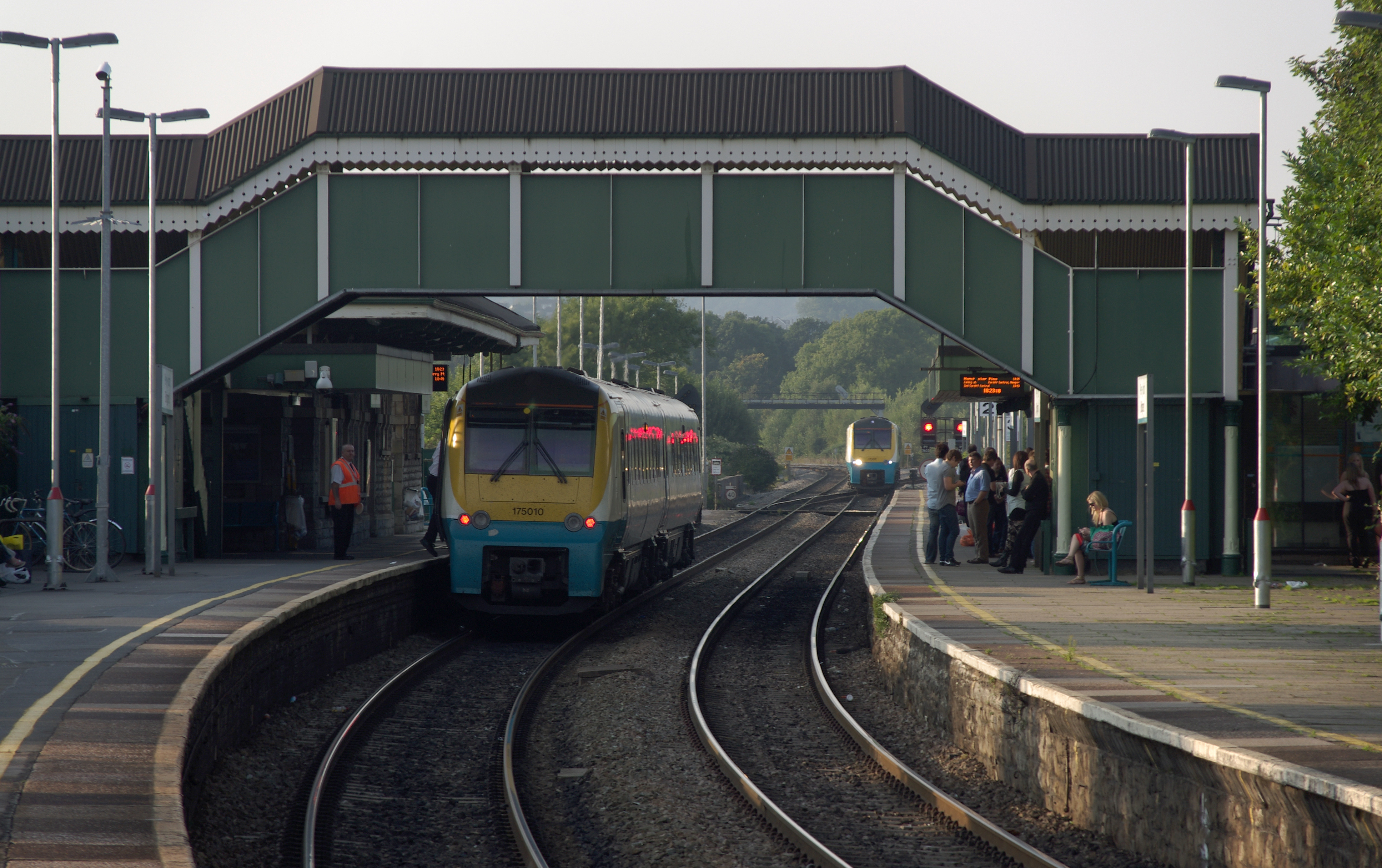
Бриджент

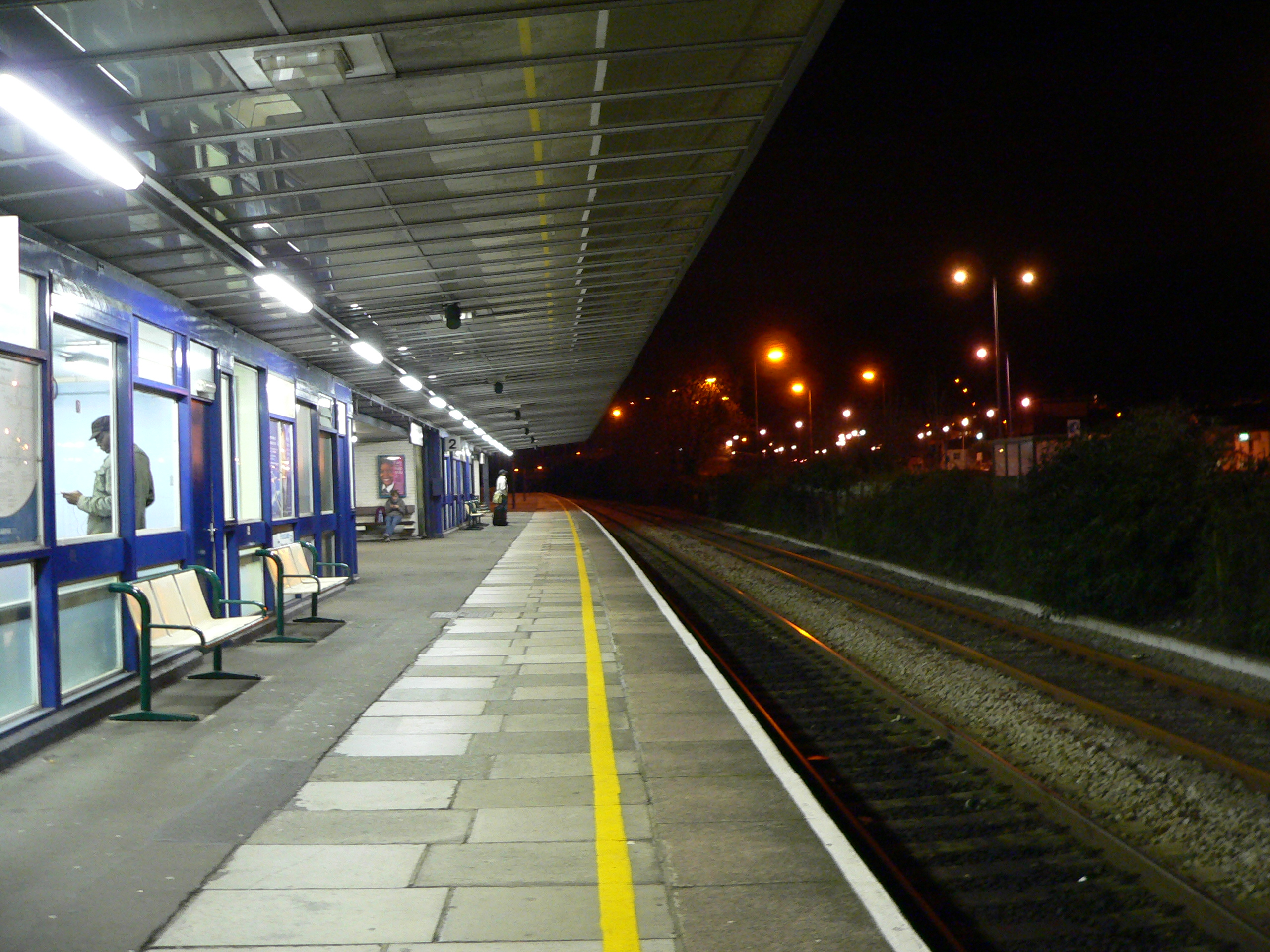
Порт-Толбот—перехватывающая парковка

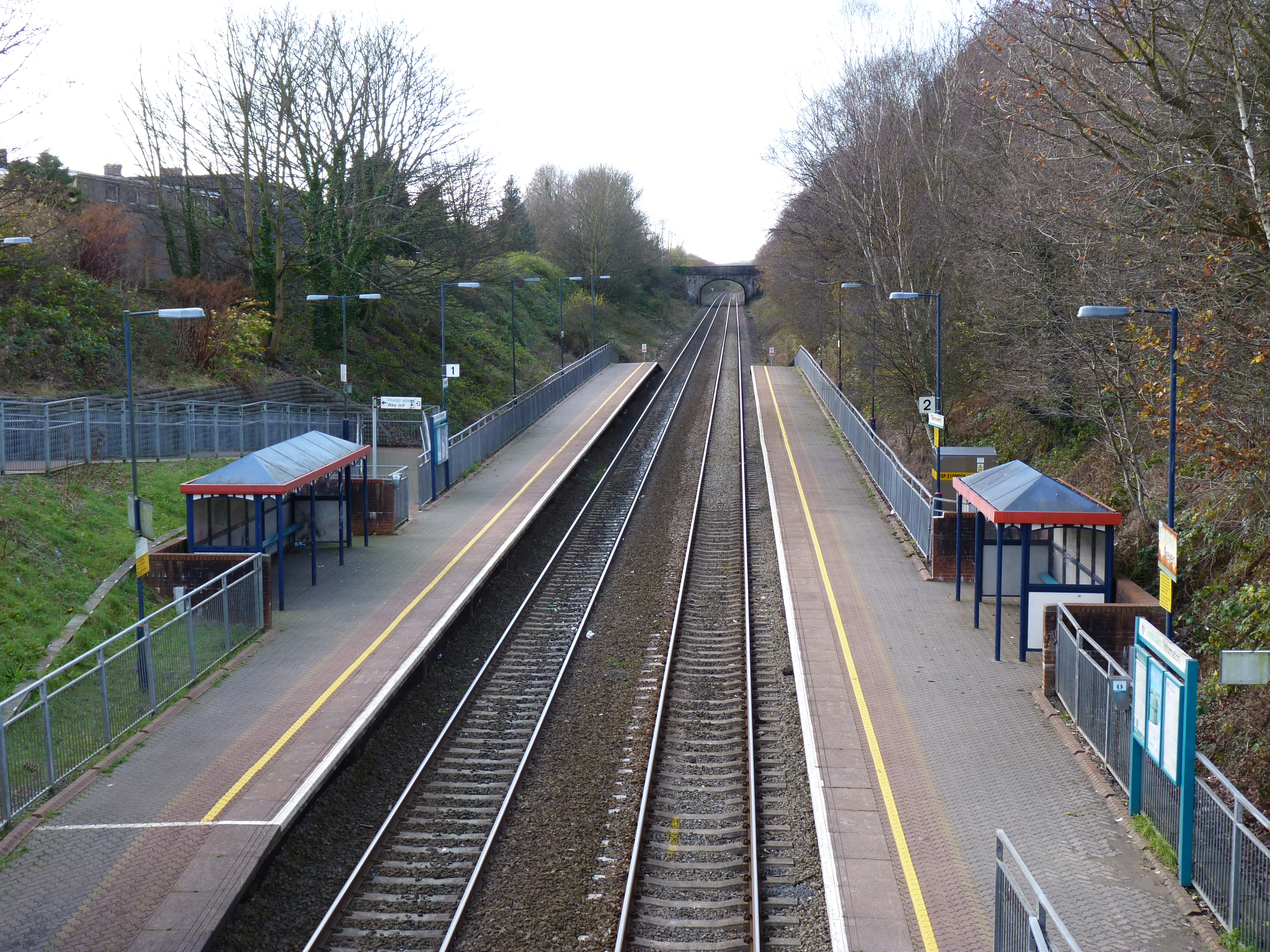
Скьюен

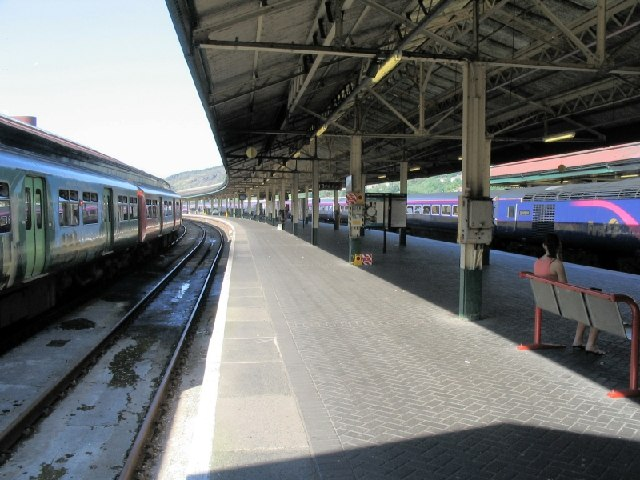
Суонси

- Суиндон — крупная узловая станция. Построена в 1842 г. с трёхэтажным вокзалом и железнодорожными мастерскими «Большой западной железной дороги». До 1895 г. на станции на 10 минут останавливался каждый проходящий поезд для смены локомотива. В 1972 г. взамен прежнего вокзала возвели новый. В Суиндоне с «Южно-Уэльской главной линией» соединяется «Линия Золотой Долины», ведущая на север, в Челтнем.
- Вутон-Бессит (Wootton Bassett) — закрытая в октябре 1965 г. станция, за которой начинались работы по спрямлению «Южно-Уэльской линии».
- Алдертонский тоннель (Alderton Tunnel) длиною около 462,7 м (506 ярдов).
- Бадминтон — закрытая в июне 1968 г. станция, обслуживавшая одноименную деревню и расположенный поблизости Бадминтон-хаус.
- Тоннель Чипинг-Содбари (Chipping Sodbury Tunnel) длиною в 2,5 мили (4 км), свод которого возведён из кирпича.
- Пересечние с железной дорогой Бристоль — Глостер.
- «Бристоль—перехватывающая парковка» (Bristol Parkway) — узловая станция, где от главной линии отходят ветки на Эйвонмут (грузовая) и Саутгемптон. Построена в 1970 г. с тем, чтобы Бристоль имел остановочный пункт на «Южно-Уэльской главной линии», которая проложена чуть севернее города.
- Петчуэй — станция, открытая в сентябре 1863 г.
- Петчуэйский тоннель (Patchway Tunnel) длиною около 1,6 км (одна миля).
- Пилнинг — станция, открытая в сентябре 1863 г. По результатам 2006/2007 финансового года занимает в Соединённом Королевстве 18-е с конца место по степени использования.
- Севернский тоннель — железнодорожный тоннель длиной в 7008 м, проложенный под рекой Северн. Соединяет берега Уэльса и Англии.
- Узловая станция «Севернский тоннель» (Severn Tunnel Junction) — открыта 1 декабря 1886 г. с началом пассажирского движения по Севернскому тоннелю. Здесь соединяются старый главный ход «Южно-Уэльской дороги» — через Глостер,— и новый — через тоннель. До постройки в 1966 г. Севернского автомобильного моста товары, доставляемые грузовыми автомобилями, на станции переваливали в железнодорожные вагоны для дальнейшей транспортировки в Англию.
- Ллануэрн — грузовая станция, расположенная рядом со сталепрокатным заводом «Llanwern Steelworks». Закрыта для пассажирского движения в 1960 г.
- Грузовая ветка в Аскмут.
- Соединение с «Уэльской приграничной линией».
- Ньюпорт — крупная узловая станция, третья по степени загруженности в Уэльсе. Открыта 18 июня 1850 г. и впоследствии трижды перестраивалась. Последний раз — в 2010 г. Отсюда берёт начало «Уэльская приграничная линия» и отсюда же планируется пустить поезда по «Эббу-Вейлской железной дороге».
- Хилфилдский тоннель (Hillfield Tunnel) длиною около 693 м (770 ярдов)
- Ответвления на Эббу-Вейл и ньюпортские доки «Александра».
- Грузовая железнодорожная станция в предместьях Кардиффа, управляемая компанией «Freightliner Group».
- Пересечение и соединение с «Долинными линиями».
- Кардифф-Центральный — станция открыта в 1850 г. и являет собою крупный железнодорожный узел. По результатам 2010 — 2011 финансовых гг. — самая загруженная станция в Уэльсе и восьмая по загруженности во всей Великобритании, если не брать в расчёт городские станции Лондона.[8] Здесь «Южно-Уэльская главная линия» встречается с городскими и пригородными железными дорогами Кардиффа.
- Мост через Таф.
- Узловая станция «Лекуит». Здесь от «Южно-Уэльской главной линии» по направлению на юг отходит «Линия Гламорганской долины».
- Понтиклан — станция, открытая в 1850 г. под именем «Ллантрисант». Закрыта в 1964 г. и вновь приступила к работе в 1992 г., но уже с современным названием.
- Лланхаран — станцию закрывали в 1964 г. в согласии с «топором Бичинга». Вновь открыта в 2007 г.
- Пенкойд — полустанок без персонала.
- Бридженд — узловая станция, открытая 18 июля 1850 г. Спроектирована Изамбардом Кингдомом Брюнелем. Здесь с «Южно-Уэльской главной линией» вновь соединяется «Линия Гламорганской долины», а «Майстегская линия», до сих пор совпадавшая с «Южно-Уэльской» от самого Кардиффа, напротив, отделяется от последней и идёт на север.
- Пайл — полустанок без персонала.
- «Мергем-Накл» (Margam Knuckle) — самая крупная в регионе грузовая станция. Расположена в пригороде Порт-Толбота — Мергеме, рядом со сталелитейным заводом «Port Talbot Steelworks». Находится под управлением компании «DB Schenker Rail (UK)», принадлежащей «Германской железной дороге АГ». Отсюда грузовые составы идут в Ллануэрн, Шоттон, Лланелли, Эббу-Вейл и Тотон. От станции отходят товарные ветки в порт и к станции «Тонди».
- «Порт-Толбот—перехватывающая парковка» (Port Talbot Parkway) — станция, открытая в 1850 г. под именем «Порт-Толбот». Современное название получила в декабре 1984 г., когда станционные пакгаузы и склады переместили на грузовую «Мергем-Накл», а освободившееся место приспособили под перехватывающую парковку.
- Баглан — полустанок без персонала.
- Бритон-Фери — платформа без персонала. Находится рядом с грузовой станцией «Кот-Сарт» (Court Sart), где «Южно-Уэльская главная линия» встречается с «Районной линией Суонси», ведущей к железной дороге «Сердце Уэльса».
- Нит — построена в 1850 г. Прежде была узловой, пока в 1962 г. не отменили движение между Нитом и «Нитской и Бреконской железной дорогой».
- Мост через реку Нит и Нитский канал.
- Пересечение с грузовой веткой, соединяющей Королевский док (Kings Dock) в Суонси с Онллуином и Аберпергумскими угольными шахтами (Aberpergwm Colliery).
- Мост через Теннантский канал.
- Скьюен — полустанок без персонала.
- Ллансамлет — полустанок без персонала.
- Депо и узловая станция, где к «Южно-Уэльской главной линии» примыкает «Западно-Уэльская линия».
- Суонси—Хай-стрит — тупиковая станция в городе Суонси. Конечная «Южно-Уэльской главной линии». Была построена в 1850 г. из дерева и располагала 2 перронами. Неоднократно перестраивалась, последний раз — в июне 2012 г.[9]

## Современное состояние

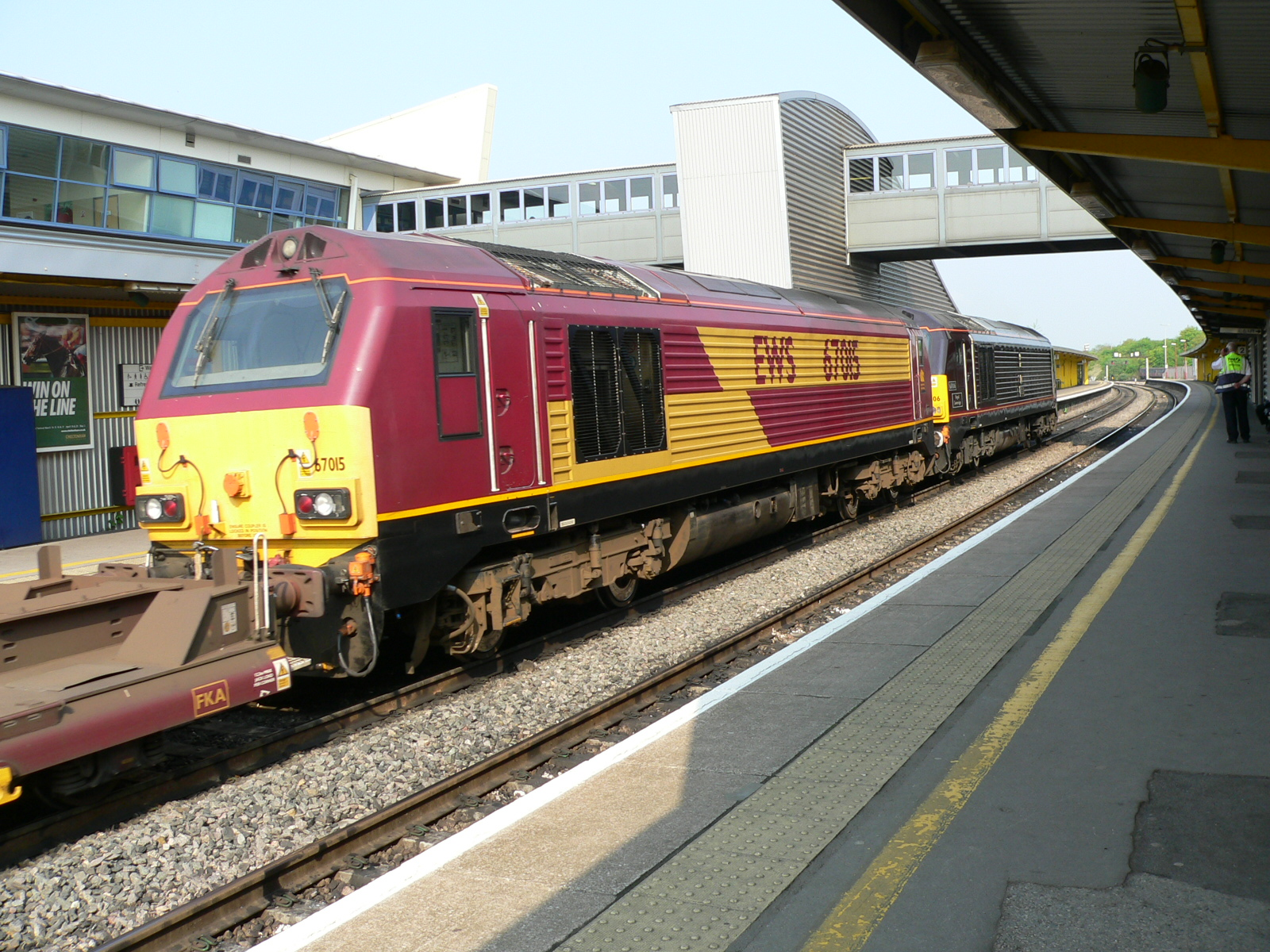
Тепловоз BRC 67 компании EWS на станции «Бристоль — перехватывающая парковка»

«Южно-Уэльская главная линия» имеет ширину в два пути от Лондона до станции «Севернский тоннель», в четыре пути до «Кардиффа-Центрального» и затем вновь двухпутна до Суонси. На первом из этих участков максимальная скорость — 201 км/ч, на втором и третьем: до Ньюпорта — 140 км/ч, от Ньюпорта до узловой станции возле Суонси — 121 км/ч, от узловой до «Суонси—Хай-стрит» — 64 км/ч.
На железной дороге работают пассажирские дизель-поезда: BRC 143, BRC 150 («Arriva Trains Wales», «CrossCountry»); BRC 153, BRC 158, BRC 170 («CrossCountry»); BRC 175 («Arriva Trains Wales»). Скоростными поездами InterCity 125, курсирующими по «Южно-Уэльской главной линии» от Лондона до городов Южного Уэльса и от Кардиффа до Юго-западной Англии, управляет компания «First Great Western». Грузовое движение осуществляется с помощью тепловозов BRC 57 («First Great Western»); BRC 66 («DB Schenker Rail (UK)» (EWS), «Freightliner Group»); BRC 67 («Arriva Trains Wales», EWS).

## Планы

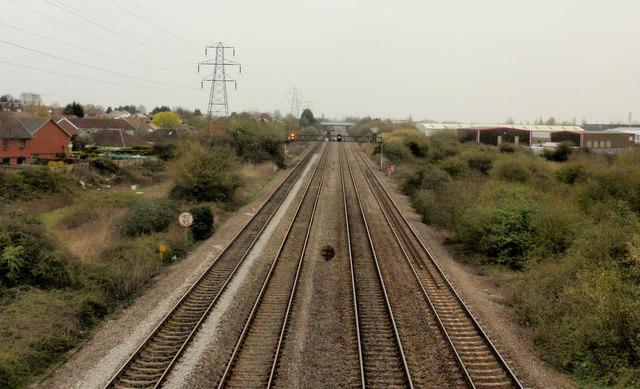
Четырёхпутная неэлектрифицированная линия в восточном пригороде Кардиффа.

«Южно-Уэльская главная линия» является одной из последних британских железных дорог, осуществляющих движение тепловозной тягой. В 2009 г. правительство страны объявило о планах электрифицировать линию от Лондона до Суонси «в течение 8 лет» — до 2017 г., — однако в марте 2011 г. дистанцию сократили до Кардиффа, ибо не нашли «никакого экономического обоснования» пускать электрические поезда до первоначального пункта. Новый «Хитачи — супер-экспресс», призванный заменить на линии сегодняшний InterCity 125, должен использовать электротепловозную тягу (быть «би-модальным» по английской терминологии) и сократить время проезда из Лондона в Кардифф до 1 ч 42 мин, а в Суонси — до 2 ч 39 мин (экономия — 20 мин).